# День Патриота
День Патриота (официально День Патриотов в штатах Массачусетс и Висконсин и День Патриота в штате Мэн) является официальным государственным праздником, посвящённым празднованию годовщины сражений при Лексингтоне и Конкорде, первых битв войны за независимость США. Праздник изначально отмечался 19 апреля, как фактическая дата сражений, произошедших в 1775 году.
С 1969 года, праздник отмечается в третий понедельник апреля в штатах Массачусетс и Мэн, (который до 1820 года был частью штата Массачусетс). Начиная с понедельника, праздник образует три дня длинных выходных. Это также первый день недельных каникул для государственных школ в обоих штатах, а также школьных каникул для многих местных колледжей и университетов, как государственных, так и частных.
Этот день является днём памяти в государственных школах в штате Висконсин. Во Флориде закон также поощряет людей к празднованию Дня Патриота, хотя он не считается государственным праздником.
Празднества и реконструкции сражений происходят ежегодно на Лексингтон-Грин в Лексингтоне, штат Массачусетс (около 6:00 утра) и Старого Северного моста в городе Конкорд, штат Массачусетс (около 9:00 утра). Утром, задействованные реконструкторы, сопровождаемые полицией штата, воссоздают полуночные скачки Пола Ревира и Уильяма Дауэса, выкрикивая предупреждения всю дорогу.
Самым большим празднованием Дня Патриота является Бостонский марафон, который проводится в этот день с 19 апреля 1897 года по случаю только что утверждённого в те годы праздника, соединяя Афинскую и Американскую борьбу за свободу (марафонами названы так после Битвы при Греческом городе Марафон).

## История
День Патриота был впервые провозглашён в штате Массачусетс в 1894 году губернатором Фредериком Т. Гринхэлжем, заменяя Постный День как государственный праздник. Праздник был учреждён 19 апреля, в память даты сражения при Лексингтоне и Конкорде в 1775 году, объединяя существовавшие ранее городские праздники: День Лексингтона и День Конкорда. Он также отмечает первое кровопролитие в Гражданской войне в США — Восстание в Балтиморе 1861 года, в ходе которого четыре члена Массачусетского ополчения были убиты и 36 ранены. Двойное празднование, Гринхэлж объявил празднованием: «годовщины рождения свободы и единства». В 1938 году, с поколением, которое воевало в Гражданской войне во многом от списков избирателей, законодательным органом штата Массачусетс принят законопроект, устанавливающий праздник «в память первых военных событий Революции».
Штат Мэн последовал примеру Массачусетса в 1907 году и заменил Постный день на День Патриота.

## Спортивные мероприятия
Бостонский марафон проводится каждый год в День Патриота. Поэтому иногда этот праздник называют «Понедельничный Марафон».
Бостон Ред Сокс играют дома в Фенуэй-парке в День Патриота ежегодно с 1959 года. Игры были перенесены из-за погоды в 1959, 1961, 1965, 1967 и 1984 году и отменены в 1995 году из-за позднего начала сезона. С 1968 года игры начинались рано утром, около 11:00 утра. Благодаря раннему началу игра оканчивалась к тому моменту как марафон проходил через Площадь Кенмор. Однако, начиная с 2007 года марафон стартовал между 9:30 и 10:00 утра, в результате чего участники пробегали Кенмор к середине игры Ред Сокс.